# Stanetinci (gmina Cerkvenjak)
Stanetinci – wieś w Słowenii, w gminie Cerkvenjak. W 2018 roku liczyła 143 mieszkańców.